# Aerobraking

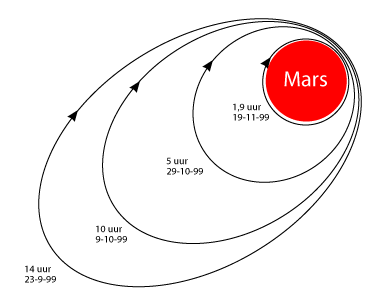
De Mars Reconnaissance Orbiter gedurende aerobraking

Aerobraking is een methode om een ruimtevaartuig in een bepaalde baan om een hemellichaam te brengen door middel van atmosferische wrijving.
Als het ruimtevaartuig in een elliptische baan rond het hemellichaam is en de afstand tussen de periapsis en het hemellichaam klein genoeg is, zal he truimtevaaruig bij iedere rondgang enige tijd door de atmosfeer van het hemellichaam gaan. Door de wrijving met de atmosfeer wordt de snelheid van het vaartuig lager en zal de hoogte van haar omloopbaan afnemen. Het voordeel van deze methode, in vergelijking met baanbepaling door middel van stuurraketten, is dat deze methode bijna geen brandstof kost. Aerobraking werd onder andere bij de Mars Reconnaissance Orbiter en Magellan toegepast.

## Websites
- (en)  Jet Propulsion Laboratory. 2001 Mars Odyssey, 7 april 2019. gearchiveerd